# Kaspárovski
Kasparovski (del ruso: Каспаровский) es un jútor del raión de Novokubansk, en el krai de Krasnodar de Rusia. Está situado en las llanuras enmarcadas entre las vertientes septentrionales del Cáucaso Norte y la orilla occidental del río Kubán, 29 km al sureste de Novokubansk y 156 km al este de Krasnodar. Tenía 12 habitantes en 2010.
Pertenece al municipio Novoselskoye.